# Кольцове
Кольцо́ве (до 1945 року Теґеш, крим. Tegeş) — село Євпаторійського району Автономної Республіки Крим.
Відстань від райцентру до населеного пункта становить 17 кілометрів по прямій.
За даними сільради на 2009 рік, село займало площу 18,8 га на якій у 360 дворах числилося 918 мешканців.

## Історія
Село існувало ще у часи Кримського ханства, в останній його період Текеш входив до Кезлевського кадилика Кезлевського каймаканства. Перша документальна згадка села зустрічається в Камеральному Описі Криму… 1784 року.
У «Списку населених місць Таврійської губернії за даними 1864 року», складеному за результатами VIII ревізії 1864 року, Тегеш — кримськотатарське село з 12 дворами, 41 мешканцем та мечеттю при колодязях.
У середині XIX століття у селі з'явилася німецька колонія.
Відповідно до Списку населених пунктів Кримської АРСР по Всесоюзному перепису 17 грудня 1926 року, у селі Тегеш № 2 було 3 двори, все селянські, населення 8 осіб, з них 6 кримських татар, 1 українець, 1 записано у графі «інші».
Після депортації кримських татар, 18 травня 1948 року указом Президії Верховної Ради РРФСР Тегеш перейменували на Кольцово.